# Aurelia Nobels
Aurelia Nobels (Boston, Massachusetts, 7 januari 2007) is een Braziliaans-Belgisch autocoureur die jus soli ook de Amerikaanse nationaliteit bezit. Sinds 2023 maakt zij deel uit van de Ferrari Driver Academy, het opleidingsprogramma van het Formule 1-team van Ferrari.

## Carrière

### Formule 4

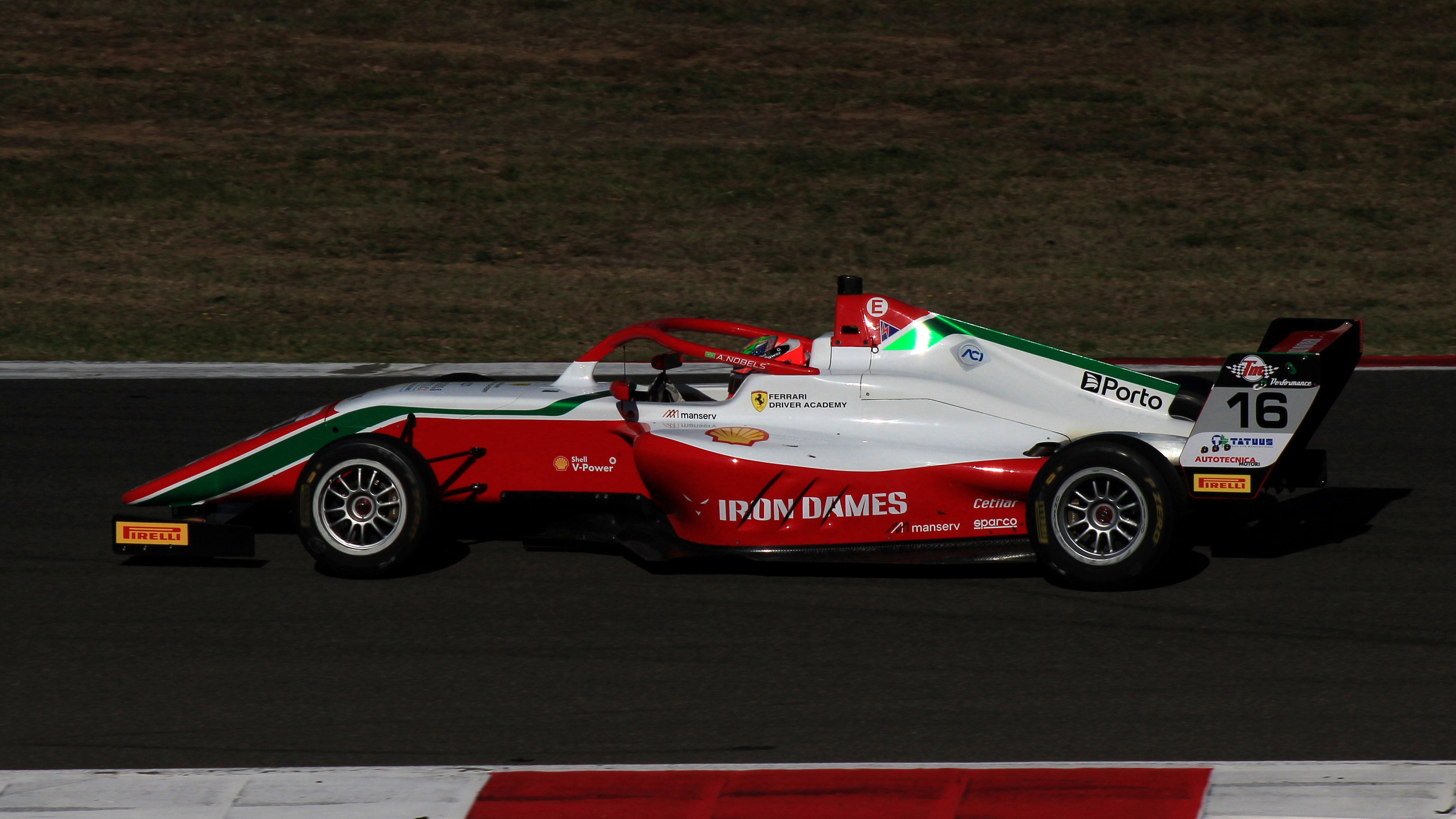
Nobels op het Circuit Mugello in 2023.

Nobels maakte haar debuut in het formuleracing in 2022 met haar deelname aan het nieuwe Braziliaans Formule 4-kampioenschap. Zij reed hier in vier van de zes raceweekenden voor TMG Racing, waarin een achtste plaats op het Autódromo Velo Città haar beste resultaat was. Met 7 punten werd zij zestiende in het klassement. Daarnaast reed zij in een weekend van zowel het Deens als het Spaans Formule 4-kampioenschap voor respectievelijk STEP Motorsport en Fórmula de Campeones. In Denemarken was een zevende plaats op de Jyllands-Ringen haar beste resultaat, terwijl zij in het Spaans kampioenschap niet verder kwam dan plaats 23 op het Circuit de Spa-Francorchamps.
Eind 2022 werd Nobels door de FIA Women in Motorsport Commission uitgenodigd om deel te nemen aan het programma "Girls on Track – Rising Stars". Zij werd uitgeroepen tot de winnaar in de Senior-categorie. Vanwege haar prestaties kreeg zij een plaats in de Ferrari Driver Academy, het opleidingsprogramma van het Formule 1-team van Ferrari.
In 2023 maakte Nobels de overstap naar het Italiaans Formule 4-kampioenschap. Zij zou oorspronkelijk voor Iron Lynx rijden, maar stapte voor aanvang van het seizoen over naar Prema Racing. Een elfde plaats op het Autodromo Internazionale Enzo e Dino Ferrari was haar beste resultaat, waardoor zij op plaats 26 in het klassement eindigde. Tevens behaalde zij acht overwinningen in het vrouwenkampioenschap en werd zo met 290 punten derde in deze klasse, achter Tina Hausmann en Victoria Blokhina. Tevens reed zij in het nieuwe Euro 4 Championship, waarin zij op plaats 22 eindigde met een elfde plaats op het Circuit de Barcelona-Catalunya als beste race-uitslag. In het vrouwenkampioenschap werd zij met drie zeges en 215 punten tweede achter Hausmann.
In 2024 reed Nobels enkele raceweekenden in het Formule 4-kampioenschap van de Verenigde Arabische Emiraten voor Saintéloc Racing, het Saoedi-Arabisch Formule 4-kampioenschap, het Brits Formule 4-kampioenschap voor Phinsys by Argenti en het Euro 4 Championship voor ART Grand Prix. In het Saoedi-Arabische kampioenschap kwam zij in de vierde race op het Losail International Circuit op het podium terecht.

### F1 Academy
In 2024 stapte Nobels over naar de F1 Academy, waarin zij voor ART Grand Prix reed. Een vijfde plaats op het Circuit Zandvoort was haar beste race-uitslag. Met 29 punten werd zij twaalfde in de eindstand.
In 2025 blijft Nobels rijden in de F1 Academy bij ART.